# Barbara Bilińska-Kępa
Barbara Bilińska-Kępa (ur. 1967 w Płońsku) – polska dziennikarka telewizyjna.

## Życiorys
Absolwentka Wydziału Dziennikarstwa i Nauk Politycznych – specjalizacja dziennikarstwo – Uniwersytetu Warszawskiego, Wydziału Filologii Polskiej Uniwersytetu Warszawskiego, Wydziału Ekonomii Zarządzania i Marketingu Akademii Obrony Narodowej AON, Zarządzania Finansami w Przedsiębiorstwie Szkoły Głównej Handlowej SGH.
Laureatka "Buzdygana" w 2001 roku.
Pracę dziennikarską rozpoczęła w 1989 w Polskim Radiu, jako reporter (Program I, Program IV, Rozgłośnia Harcerska). W 1990 roku w gazecie "Ekspress Wieczorny". Od 1991 roku związana z Telewizją Polską. Początkowo z Warszawskim Ośrodkiem Telewizyjnym, jako dziennikarz.
W 1996 roku została Kierownikiem Redakcji Wojskowej w Programie 1 TVP. Zaś w 2000 roku została wicedyrektorem Programu 2 TVP do spraw programowych. Była zastępcą Niny Terentiew. Latem 2006 roku p.o. dyrektora TVP 2, a na początku 2007 pożegnała się z TVP.
2007 - 2009 dyrektor kanału Discovery Historia TVN
2009 - 2010 dyrektor wszystkich kanałów Discovery na Polskę - Channel Director Poland Discovery grupy Discovery Networks Central Europe.
2010 - dyrektor wszystkich kanałów Discovery na Europę Centralną.
2012 - dyrektor Biura Handlu Telewizji Polskiej TVP
W TVP w Redakcji Wojskowej Programu 1 wspierała polską drogę do NATO (cykl "W drodze do NATO"), W Programie 2 TVP była pomysłodawcą cyklu Waldemara Milewicza "Dziwny jest ten świat", była odpowiedzialna za polski film dokumentalny (cykle: "Polska bez fikcji", "Arcydzieła polskiego dokumentu", "Spis powszechny", "Magazyn Ekspresu Reporterów", "Stop – reportaż", "Jestem stąd"), autorka idei bożonarodzeniowych koncertów dla polskich żołnierzy poza granicami kraju – dwa razy: Bośnia, Liban, była pomysłodawcą cyklu "Czy musiało tak być?". Odpowiadała merytorycznie za promocję Unii Europejskiej na antenie Dwójki (cykl "Delegacja", "Chłop Europie nie przepuści", "Podróże z Euro", "W drodze do Unii", projekt we współpracy z austriacką publiczna telewizją "Accross the border", miała pod opieką merytoryczną cykl "Europa da się lubić"). Przez trzy miesiące (listopad 2015-styczeń 2016) była dyrektorem programowym TV Puls. Pracowała także jako dyrektor ds. programowych i marketingu w spółce A+E Networks Poland.
W Discovery Historia odpowiedzialna za: całą polską produkcję - ponad 400 godzin rocznie filmów dokumentalnych o polskiej historii najnowszej, marketing, autopromocję oraz PR.
Jako dyrektor polskich kanałów Discovery odpowiedzialna za wprowadzenie kobiecego kanału tematycznego TLC na polski rynek: wzrost oglądalności o 800% według RTG w grupie All 16-49.
Członek jury Międzynarodowego Festiwalu Camerimage 2009 i 2010 w sekcji filmu dokumentalnego długometrażowego. 
Zamężna, ma jedno dziecko (córkę).